# カーラ The Blood Lord
『カーラ The Blood Lord』（カーラ ザ ブラッドロード）は、吸血鬼を題材とした18禁のパソコンゲーム（アダルトゲーム）ソフトである。日本のゲームブランド・リリスのANIME Lilithレーベルより、2012年5月25日にダウンロード版が、2012年6月1日にパッケージ版および特典つき初回スペシャル版が、それぞれ発売された。
また、キャラクターのうち、 主人公のグラム以外のキャラクター4人がLilithの別ゲーム『対魔忍アサギ 決戦アリーナ』にゲスト出演しているほか、マリカ、東、カーラの3人はそれぞれ『対魔忍RPG』にも登場している。

## 登場人物
グラム・デリック主人公。吸血鬼。吸血鬼の女王であるカーラの伯父にあたる。人間との融和を唱える女王に反対し、人間を見下し人身売買などを行っていた。しかし、その行いが明るみに出てカーラの手で一度殺されている。復活した後は「蟲」の力を使い、カーラへの復讐を始める。
カーラ・クロムウェル (Cara Cromwell)
声：ももぞの薫。
吸血鬼の女王。吸血鬼でありながら人類との融和政策を唱え、人間の北絵とは友人関係にある。
マリカ・クリシュナ (Marika Krishna)
声:御苑生メイ。
カーラの従者。女王直属の吸血鬼で褐色肌。暗殺騎士団にも所属し、高い戦闘能力を持つ。
神村 東（かみむら あずま）
声:中野志乃。
吸血鬼ハンター先進国の日本において、最強の吸血鬼ハンター。生身の人間だが、高い運動能力を持つ。北絵の経営する学園で教師をしている。口が悪くヤンキー教師だが、生徒に危険が及ぶと身を投げ出して守る生徒思いの一面を持つ。同社の別ゲーム『対魔忍アサギ 決戦アリーナ』にゲスト出演しているほか、“爆炎の対魔忍”と呼ばれる神村舞華という妹が新規登場している。
上原 北絵（うえはら きたえ）
声:雨津さえ
世界でも随一の結界師。自分の経営する学園に結界を張り、その中で後任の術者を育てるべく教育を行っている。カーラとは長い付き合いの友人で、学園で教鞭をとることを依頼する。

## スタッフ
- 企画・原作・シナリオ - 栗栖
- 監督 - 笹山逸刀斎
- 原画 - カガミ
- サブシナリオ - ナオト0083
- BGM - 溝口哲也
- グラフィック - チーム陸ガメ先輩
- 動画 - チーム・テツ、KIZAWA studio
- 背景 - C`est moi
- 演出 - EDEN、巫浄スウ

## 主題歌
「ラストノート」作詞・作曲・編曲 - 六弦A助（六弦アリス） / 歌 - 舞子